# Шапат срца
Шапат срца (јап. 耳をすませば Mimi wo Sumaseba, енг. Whisper of the Heart) је јапански анимирани романтични филм о одрастању из 1995. године, који је режирао Јошифуми Кондо, а сценарио написао Хајао Мијазаки, заснован на истоименој манги Аои Хираги из 1989. године. Филм је продуцирао Студио Гибли, а дистрибуирао Тохо, а у њему учествују глумци Јоко Хона, Исеи Такахаши, Такаши Тачибана, Шигеру Мурои, Шигеру Цујугучи и Кеију Кобајаши.
Спин-оф филм, Kраљевство мачака (енг. Тhe Cat Returns), објављен је 2002. године, који се фокусирао на споредног лика из филма, Барона.

## Радња
Шизуку Цукишима је четрнаестогодишња ученица основне школе Мукаихара, најбоља пријатељица је са Јуко Харада, ученицом истог одељења. Живи у Токију са родитељима Асако и Сеијом и старијом сестром Шихо, и страствена је за креативно писање. Једне вечери, док је прегледала картице за позајмице у књигама из своје библиотеке, открива да их је све претходно позајмио неко по имену Сеиџи Амасава.
Током наредних неколико дана, сусреће дечака који је нервира задиркујући је због „Бетонских путева“, скупа оригиналних текстова који описују Нови Град Тама, а које је Шизуку засновала на песми Take Me Home, Country Roads. Пратећи мачку која јој је привукла пажњу, вози се возом. Шизуку открива антикварницу коју води Широ Ниши. У продавници се налази статуета мачке под надимком Барон. Шизуку је одушевљена што је пронашла „место где приче почињу“.
Шизуку касније поново сусреће дечака код антикварници. Он јој показује радионицу, где она открива да он учи да прави виолине како би остварио свој сан да постане мајстор израде виолина. Она га моли да јој одсвира нешто на виолини, он пристаје, али под условом да и она пева заједно уз њега. Њих двоје изводе песму Take Me Home, Country Roads. Открива се да је дечак Сеиџи, Нишијев унук, а Шизуку и Сеиџи се коначно спријатељују. 
Сеиџи признаје да се диви Шизукиним талентима и да је прегледао велики број књига у нади да ће га она на крају приметити. Неколико дана касније, Сеиџи одлази у Кремону, у Италији, на двомесечно учење код мајстора израде виолина. Инспирисана њиме како тежи свом сну, Шизуку одлучује да се озбиљно бави писањем током та два месеца. Она пита Ниши да ли може да напише причу о Барону, на шта Ниши даје свој пристанак у замену да буде први који ће прочитати њену причу. 
Шизуку смишља фантастичну причу у којој је она главна протагонисткиња, Барон је мушки јунак који тражи своју изгубљену љубав, Луиз, а мачка из воза (луталица из комшилука која је, између осталог, позната као „Мун“ и „Мута“) је антагониста. Посвећујући своје време писању, Шизуку остаје будна до раног јутра, а њене оцене у школи падају. Свађа се са породицом око оцена и будућности. Док наставља да се труди, њена анксиозност расте. 
Када је њена прича написана, Ниши је чита и даје своју искрену процену. Шизуку бризне у плач док се стрес последња два месеца претвара у олакшање. Ниши је теши и прича јој причу о Барону. Када је у младости студирао у Немачкој, пронашао је своју прву љубав, жену по имену Луиз. Ниши је открио две статуете Барона и његове женске пратиље у кафићу, али пошто је женска била одсутна на поправкама, продавац је дозволио Нишију да купи Барона само ако Луиз пристане да задржи његову пратиљу како би се могли поново ујединити. Међутим, двоје љубавника и њихове статуе мачака били су раздвојени током Другог светског рата. 
Одлучивши да треба да научи више о писању и да жели да похађа средњу школу, Шизуку објављује својој мајци да ће наставити да учи за пријемне испите за средњу школу. Следећег јутра, буди се и види Сеиџија напољу на бициклу, пошто се вратио дан раније. Сеиџи каже Шизуку да ће се вратити у Кремону након што заврши средњу школу у Токију. 
Њих двоје возе Сеиџијев бицикл до видиковца и гледају излазак сунца, где Сеиџи изјављује своју љубав према Шизуку и предлаже им да се венчају у будућности; што она радо прихвата.

## Улоге
| Име анимираног јунака           | Име анимираног јунака                                                   | Глумац који тумачи глас јунака | Глумац који тумачи глас јунака |
| Српски језик                    | Јапански језик                                                          | Јапански језик                 | Српски језик                   |
| ------------------------------- | ----------------------------------------------------------------------- | ------------------------------ | ------------------------------ |
| Шизуку Цукишима                 | Tsukishima Shizuku (月島 雫)                                            | Јоко Хона                      | Британи Сноу                   |
| Сеиџи Aмaсaвa                   | Amasawa Seiji (天沢 聖司)                                               | Исеи Такахаши                  | Дејвид Галагер                 |
| Асако Цукишима (Шизукина мајка) | Tsukishima Asako (月島 朝子)                                            | Шигеру Мурои                   | Џин Смарт                      |
| Сеија Цукишима (Шизукин отац)   | Tsukishima Seiya (月島 靖也)                                            | Tакаши Тачибана                | Џејмс Сикинг                   |
| Барон Хумберт вон Гикиген       | Funberuto fon Jikkingen danshaku (フンベルト・フォン・ジッキンゲン男爵) | Шигеру Цујугучи                | Кери Елвс                      |
| Широ Ниши (Сеиџијев дека)       | Nishi Shirō (西 司朗)                                                   | Кеиџу Кобајаши                 | Харолд Гоулд                   |
| Јукo Харадa                     | Harada Yūko (原田 夕子)                                                 | Маико Јошијама                 | Ешли Тисдејл                   |
| гђица Косака                    | Kōsaka-sensei (Japanese: 高坂先生)                                      | Минами Такајама                | Вики Дејвис                    |

## Продукција
Шапат срца је заснован на истоименој манги (јап. Mimi o Sumaseba) коју је првобитно креирала Аои Хиираги. Манга је серијализована у Шуеишином шоџо часопису за мангу Рибон између августа и новембра 1989. године, а један том танкобон објављен је 20. фебруара 1990. године. Том је поново штампан 15. јула 2005. године. Друга манга исте ауторке под називом Шапат срца: Срећно време (јап. Mimi o Sumaseba: Shiawase na Jikan) је серијализована у Шуеишином часопису Рибон у августу 1995. године и објављена у једном тому 20. фебруара 1996. године. Спин-оф манге Mimi o Sumaseba, под називом Барон: Борба мачака (јап. Baron: Neko no Danshaku), објављен је у марту 2002. године, а анимирани филм заснован на тој причи објављен је у јулу 2002. године под називом Краљевство мачака.
Током продукције, позадине у фантастичним сценама филма цртао је Наохиса Иное, а дрворез затвореног произвођача виолина направио је Мијазакијев син Кеисуке Мијазаки, професионални гравер.
Филмску музику за филм Шапат срца компоновала је Јуџи Номи. Понекад током филма, Шизуку преводи песму Џона Денвера Одведите ме кући, сеоски путеви на јапански за школски хор. Она пише своју хумористичну јапанску верзију песме, под називом „Бетонски пут“, о свом родном граду у западном Токију. Песме је заправо превела ћерка продуцента Тошиа Сузукија, Мамико, а Хајао Мијазаки је написао додатне текстове. Ове песме играју улогу у одређеним тренуцима приче.[8] Снимак песме Take Me Home, Country Roads, коју изводи Оливија Њутолн Џон, свира се током уводне секвенце филма. Песму је такође извела Шизукуина гласовна глумица Јоко Хона.

## Пријем
Филм Шапат срца био је најпрофитабилнији јапански филм на домаћем (јапанском) тржишту 1995. године, зарадивши 1,85 милијарди јена прихода од дистрибуције, и укупно 3,15 милијарди јена прихода на благајнама. Зарадио је 34,9 милиона долара широм света.
Агрегатор рецензија Rotten Tomatoes известио је да је 95% критичара дало филму позитивну рецензију на основу 19 рецензија, са просечном оценом 7,8/10. На Metacritic-у, филм има просечну оцену од 75 од 100 на основу 4 рецензије критичара, што указује на „генерално повољне критике“. Time Out London је уврстио Шапат срца на своју листу 50 најбољих анимираних филмова. Такође је био уврштен на листу 25 најбољих анимираних филмова Film4. На Anime News Network-у, Мајкл Тул му је дао укупну оцену А−, назвавши га „прелепим и евокативним; дивном причом о адолесцентској чежњи и тежњама“.